# Frank Van De Vijver
Frank Van De Vijver (ur. 12 listopada 1962 w Bornem) – belgijski kolarz szosowy, brązowy medalista mistrzostw świata w kategorii amatorów.

## Kariera
Największe sukcesy w karierze Frank Van De Vijver osiągnął w 1985 roku, kiedy zdobył brązowy medal w wyścigu ze startu wspólnego amatorów podczas mistrzostw świata w Giavera del Montello. W zawodach tych wyprzedzili go jedynie Polak Lech Piasecki oraz Duńczyk Johnny Weltz. Ponadto w 1985 roku wygrał belgijski wyścig Internatie Reningelst, a rok później był najlepszy w innym belgijskim wyścig - Kampioenschap van Vlaanderen. W 1987 roku wystartował w Tour de France, ale wycofał się przed końcem rywalizacji. W 1985 roku zdobył srebrny medal mistrzostw Belgii w wyścigu ze startu wspólnego amatorów. Nigdy nie wziął udziału w igrzyskach olimpijskich.